# Euterpnosia
Euterpnosia là một chi ve sầu thường xuất hiện ở quần đảo Formosa, Ryukyu Archipelago, Nhật Bản, Trung Quốc, Bhutan, Nepal và Việt Nam. Loài điển hình của chi này là Euterpnosia chibensis Matsumura, 1917.

## Các loài
- ''Euterpnosia alpina Chen, 2005
- ''Euterpnosia ampla Chen, 2006
- ''Euterpnosia arisana Kato, 1925
- ''Euterpnosia chibensis (ja) Matsumura, 1917
- ''Euterpnosia chishingsana Chen & Shiao, 2008
- ''Euterpnosia crowfooti Distant, 1912 (originally Terpnosia crowfooti) mentioned by Hayashi[3]
- ''Euterpnosia hohoguro Kato, 1933 possibly a variant of Euterpnosia viridifrons
- ''Euterpnosia hoppo (zh) Matsumura, 1917 Euterpnosia sozanensis]] Kato, 1925 is a junior synonym.
- ''Euterpnosia koshunensis Kato, 1927
- ''Euterpnosia kotoshoensis Kato, 1925
- ''Euterpnosia laii Lee, 2003
- ''Euterpnosia latacauta Chen & Shiao, 2008
- ''Euterpnosia madawdawensis Chen, 2005
- ''Euterpnosia madhava Distant, 1881 mentioned by Hayashi[4]
- ''Euterpnosia olivacea Kato, 1927
- ''Euterpnosia ruida Lei & Chou, 1997
- ''Euterpnosia suishana Kato, 1930
- ''Euterpnosia varicolor Kato, 1926[5]
  - (synonyms) Euterpnosia elongata Lee, 2003[5]
  - (synonyms) Euterpnosia gina Kato, 1931[5]
- ''Euterpnosia viridifrons Matsumura, 1917